# Kościół św. Michała Archanioła w Sławie

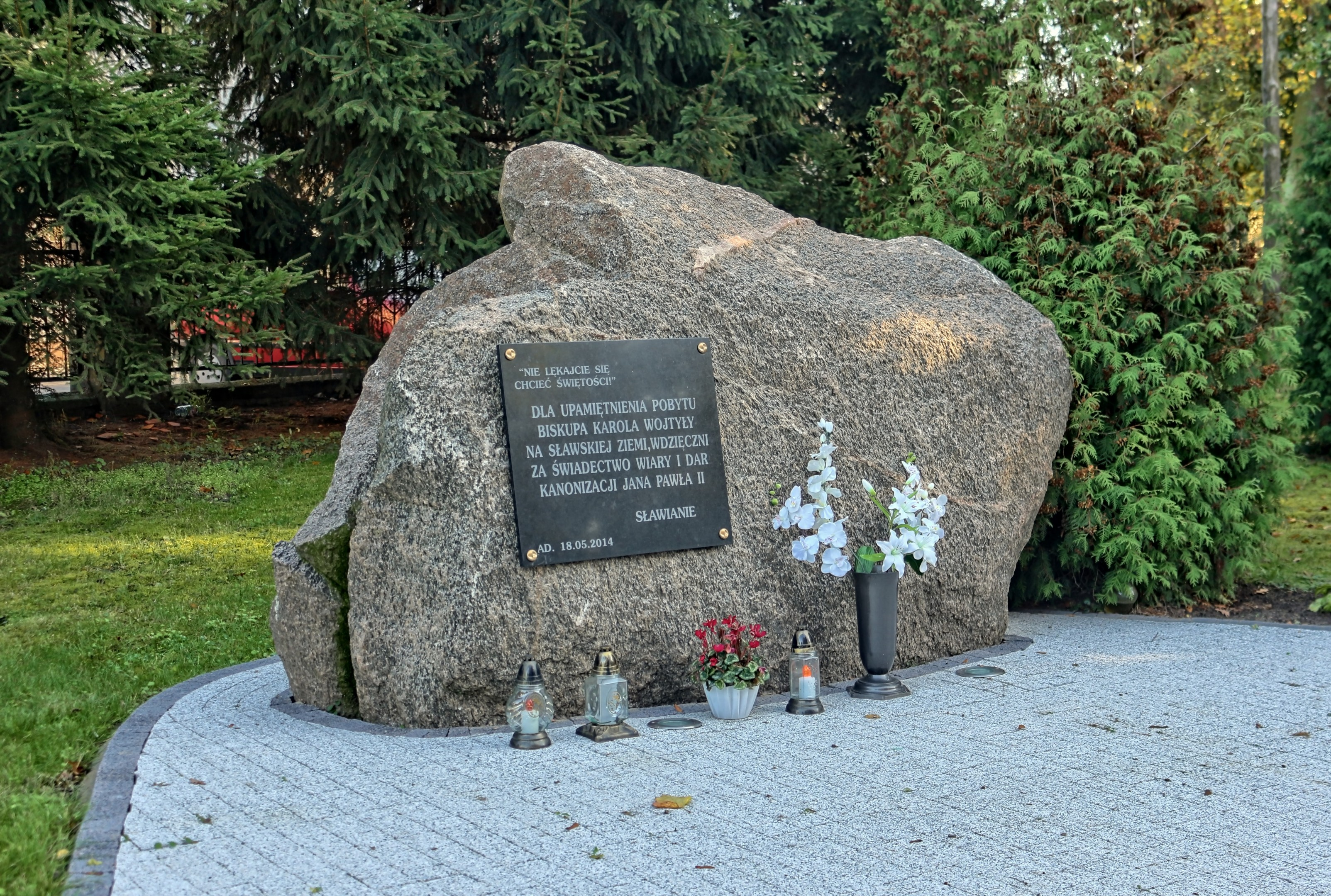
Kamień upamiętniający wizytę biskupa Karola Wojtyły

Kościół pw. św. Michała Archanioła w Sławie – zabytkowa rzymskokatolicka świątynia należy do diecezji zielonogórsko-gorzowskiej. Kościół parafialny w Sławie.

## Historia
Pierwszy kościół drewniany, po raz pierwszy wzmiankowany został w 1404 roku. W 1524 roku kościół został przejęty przez ewangelików. Jednak w wyniku wojny 30-letniej protestanckie świątynie były zwracane katolikom. W Sławie urządzono wyścig konny, decydujący do kogo należeć ma kościół. Wygrali go katolicy, a dwie podkowy zdjęte z kopyt zwycięskiego konia przybito do okien na zewnątrz świątyni. W 1604 roku został wzniesiony nowy kościół w miejsce drewnianego jako murowany przez Melchiora von Rechenberga, właściciela Sławy od 1587 roku.

## Architektura
Rzut budowli nawiązywał do schematu średniowiecznego. Jednoprzestrzenne wnętrze nakryte było sklepieniem, którego typ wykształcił się w II poł. XVI wieku. Nad usytuowaną od północy zakrystią, umieszczono lożę dostępną schodami od zewnątrz, obecnie nieistniejącą. Jako przyzamkowy kościół szlachecki oprócz sakralnej pełnił również funkcję memoratywną - we wnętrzu znalazły się liczne epitafia upamiętniające przedstawicieli rodu Rechenbergów. Epitafia z piaskowca znajdowały się wmurowane za ołtarzem głównym (m.in. epitafium Anny von Glaubitz, podwójne epitafium Hansa von Rechenberga, epitafium nieznanej piętnastoletniej dziewczynki, cztery epitafia dzieci Siegmunda von Rechenberga oraz na ścianach wieży - epitafium Nicola von Rechenberga).
Kościół renesansowy z neoromańską kruchtą od południa, orientowany, usytuowany na zachód od rynku i na północ od zespołu pałacowego. Murowany, wzniesiony z kamienia polnego i cegły, otynkowany z wyjątkiem kruchty.Posiada prostokątną nawę i trójboczne prezbiterium. Po stronie północnej usytuowana dwukondygnacyjna kaplica, po stronie południowej - dwukondygnacyjna kruchta. Od zachodu kwadratowa wieża, w górnej kondygnacji przechodząca w ośmiobok. Otwory okienne są zamknięte łukiem pełnym. Wieża posiada przypory, sięgające połowy wysokości, elewacje górnej kondygnacji zdobione fryzem arkadkowym, w zwieńczeniu ośmioboczna iglica.
Wnętrze nakryte sklepieniem kolebkowym z lunetami wypełnionymi stiukową dekoracją imitującą żebra wsparte na filarach. W kruchcie i wieży sklepienie kolebkowe z lunetami, w kaplicy - sklepienie kolebkowo-krzyżowe ze stiukowymi żebrami.

## Wyposażenie
Z elementów ruchomego wyposażenia kościoła należy wymienić: 
- Ołtarz główny z początku XVII wieku z przedstawieniem Ukrzyżowanego Chrystusa. W XVIII wieku poddany barokizacji, zawierający relikty wcześniejszego ołtarza z 1560 roku, którymi są drewniane polichromowane skrzydła, umieszczone na rewersie obecnych skrzydeł. Architektoniczny, w części centralnej zawierający płaskorzeźbę Chrystusa Ukrzyżowanego, na skrzydłach bocznych sceny pasyjne ("Modlitwa w Ogrójcu", "Biczowanie", "Umywanie nóg", "Złożenie do grobu" ), w zwieńczeniu natomiast scenę Zmartwychwstania.
- Ambona z 1619 roku ufundowana przez Annę von Niebelschutz, córkę Melchiora von Rechenberga. W XVIII wieku uzupełniona o schody. Manierystyczna, wykonana z piaskowca polichromowanego. Składa się z kolistej mównicy ustawionej na jońskiej kolumnie oplecionej winoroślą, prostokątnego ganku oraz baldachimu. Parapet korpusu z pilastrami wypełniają cztery płaskorzeźby: Biblia ze świecą, wąż, Mojżesz z tablicami Dekalogu oraz Baranek Boży. Na zapiecku umieszczona tablica fundacyjna, nad nią baldachim w kształcie gwiazdy. Na spodniej stronie baldachimu przedstawienie gwiaździstego nieba ze słońcem, księżycem i kometą Halleya, w zwieńczeniu figurki lwów podtrzymujące cztery kartusze z herbami fundatorki: Rechenberg (ojczysty), Dychern (macierzysty), Unruh (babki po mieczu), Glaubitz (babki po kądzieli[2].
- Ołtarz boczny późnobarokowy, wzniesiony w II poł. XVIII wieku, kulisowy, architektoniczny, z glorią w zwieńczeniu.
- Figura Chrystusa Frasobliwego z poł. XVI wieku, późnogotycka, drewniana, przeniesiona z Bojadeł.

### Organy
Organy zostały wybudowane przez firmę Schlag & Söhne w 1912 roku jako opus 928. Posiadają pneumatyczną trakturę gry. Dzięki dofinansowaniom w 2016 roku zostały gruntownie wyremontowane. Instrument wyczyszczono oraz dołożono kilka nowych głosów i uzupełniono kilka brakujących piszczałek. Prospekt organowy pochodzi z połowy XVIII wieku, późnobarokowy.
Dyspozycja instrumentu:
| Manuał I         | Manuał II             | Pedał                |
| ---------------- | --------------------- | -------------------- |
| 1. Bordun 16'    | 1. Geigen-Prinzipal 8 | 1. Principal-Bass 16 |
| 2. Prinzipal 8'  | 2. Salicet 8          | 2. Violon 16         |
| 3. Gambe 8'      | 3. Vox coelestis 8    | 3. Subbass 16        |
| 4. Hohlflöte 8'  | 4. Aeoline 8'         | 4. Cello 8           |
| 5. Rohrflöte 4'  | 5. Lieblich Gedeckt 8 | 5. Bassflöte 8       |
| 6. Octave 4'     | 6. Travers-Flöte 4    | 6. Octavbass 4       |
| 7. Mixtur 4 fach | 7. Fugara 4           |                      |
|                  | 8. Picolo 2           |                      |